# Enamorado de ti (álbum)
Enamorado de ti es el nombre del cuarto álbum de estudio grabado por cantautor y actor venezolano Carlos Mata. Fue lanzado al mercado por la empresa discográfica Sonográfica a finales de 1988.

## Lista de canciones
1. Enamorado de ti
2. Amor
3. ¿Di que tú?
4. Entonces qué?
5. No es verdad
6. Cómo tú, no hay
7. Yo te amaba
8. Una vez más
9. Tú serás
10. Te entregué

- Datos: Q20014787